# 日本とオーストリアの関係
本項目では、日本とオーストリアの関係（ドイツ語: Österreichisch-Japanische Beziehungen, 英語: Austria–Japan relations）について記述する。日墺関係とも。

## 歴史
1869年に、明治政府とオーストリア＝ハンガリー帝国は、日墺修好通商航海条約を締結し、両国間の外交関係を樹立した。その後義和団の乱では両国が兵を派遣している。1873年のウィーン万博には日本も参加し、ヨーロッパでも「ヤポニズム」が伝搬することとなった。また日本では、オーストリアがクラシック音楽の地であるとの認識が強いが、之は他の国ではあまり見られない現象である。著名なオーストリア人は、日本にスキー技術を伝えたテオドール・エードラー・フォン・レルヒ少佐や、大日本帝国憲法の成立に影響を与えたロレンツ・フォン・シュタイン、日本にヨーロッパの考古学をもたらしたハインリヒ・フォン・シーボルト(フィリップ・フランツ・フォン・シーボルトの次男)などが知られる。
1914年8月25日、第一次世界大戦において、両国間で宣戦布告が行われないまま戦争状態に突入した。オーストリアでは日露戦争を戦った日本がこの時点でもロシアの敵であると誤解され、日本人を見かけると胴上げされるほどであったが、日本が最後通牒を発した時点で一気に険悪となった。また、オーストリア＝ハンガリー政府は膠州湾に滞在していたカイザー・フランツ・ヨーゼフ1世級防護巡洋艦のカイゼリン・エリザベートが日独開戦の折にも抗戦せず、武装解除すると伝達していたが、24日にドイツ側に与して戦うと声明したため、日本側にとってもこの状況変化は急激なものであると受け止められた。4月に着任したばかりの佐藤愛麿大使ら大使館員、留学生らは間もなく退去したが、一部の民間人は最長1915年3月15日まで収容所に抑留されている。
青島の戦いでカイザリン・エリザベートは日本側の攻撃を受けた末に自沈、乗組員達は捕虜として日本国内の収容所に収容された。捕虜たちは音楽や料理などのオーストリア文化を日本に伝える一助となった。第一世界大戦後、オーストリア＝ハンガリー帝国が崩壊し、オーストリア第一共和国との講和条約サン＝ジェルマン条約に日本も調印している。
1938年、オーストリアはアンシュルスによってナチス・ドイツに併合され、日本はこの措置を承認している。両国間の外交関係が復活するのは1955年になってからである。
戦後は経済及び文化において交流を深め、1990年には、両国において官民フォーラム「将来の課題のための日・オーストリア委員会」が設けられた。
文化面では音楽分野での交流が大きく、ウィーン国立音楽大学等において多くの日本人留学生が音楽を学んでいる他、ウィーン少年合唱団など著名な楽団でも日本人楽団員が参加したり、定期的に日本公演を実施するなどしている。近年は，日本のポップカルチャーや伝統文化等に関心を持つオーストリア人も少なくなく、日本学科を有するウィーン大学東アジア研究所には，毎年約200名の学生が入学しており、寿司や抹茶等の日本食もブームとなっている。

## 経済関係
2007年に日本はオーストリアにとって、3番目の重要な貿易相手国となり、アジアでは2番目に重要な貿易相手国となった。

## 要人往来
1999年6月、オーストリア連邦大統領のトーマス・クレスティルがオーストリア連邦大統領として初めて日本に国賓訪問した。

## 外交使節
オーストリアは東京に大使館、4つの都市（札幌、名古屋、大阪、広島）に名誉総領事館を設置している。
日本はウィーンに大使館、ザルツブルクに名誉総領事館を設置している。

### 駐日オーストリア大使館
- 住所：東京都港区元麻布一丁目1-20
- アクセス：東京メトロ南北線都営地下鉄大江戸線麻布十番駅4番出口

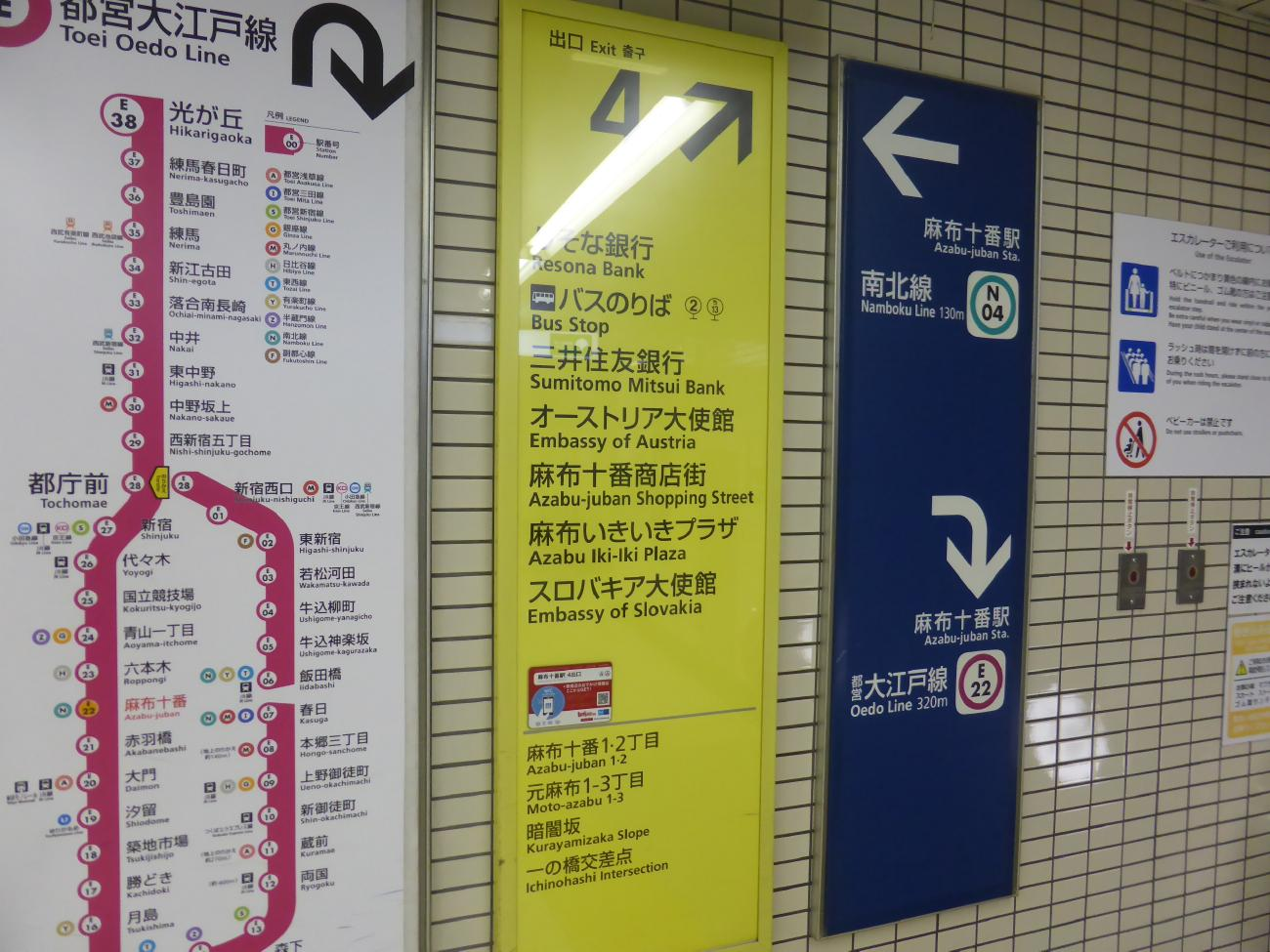
最寄り駅は麻布十番駅4番出口
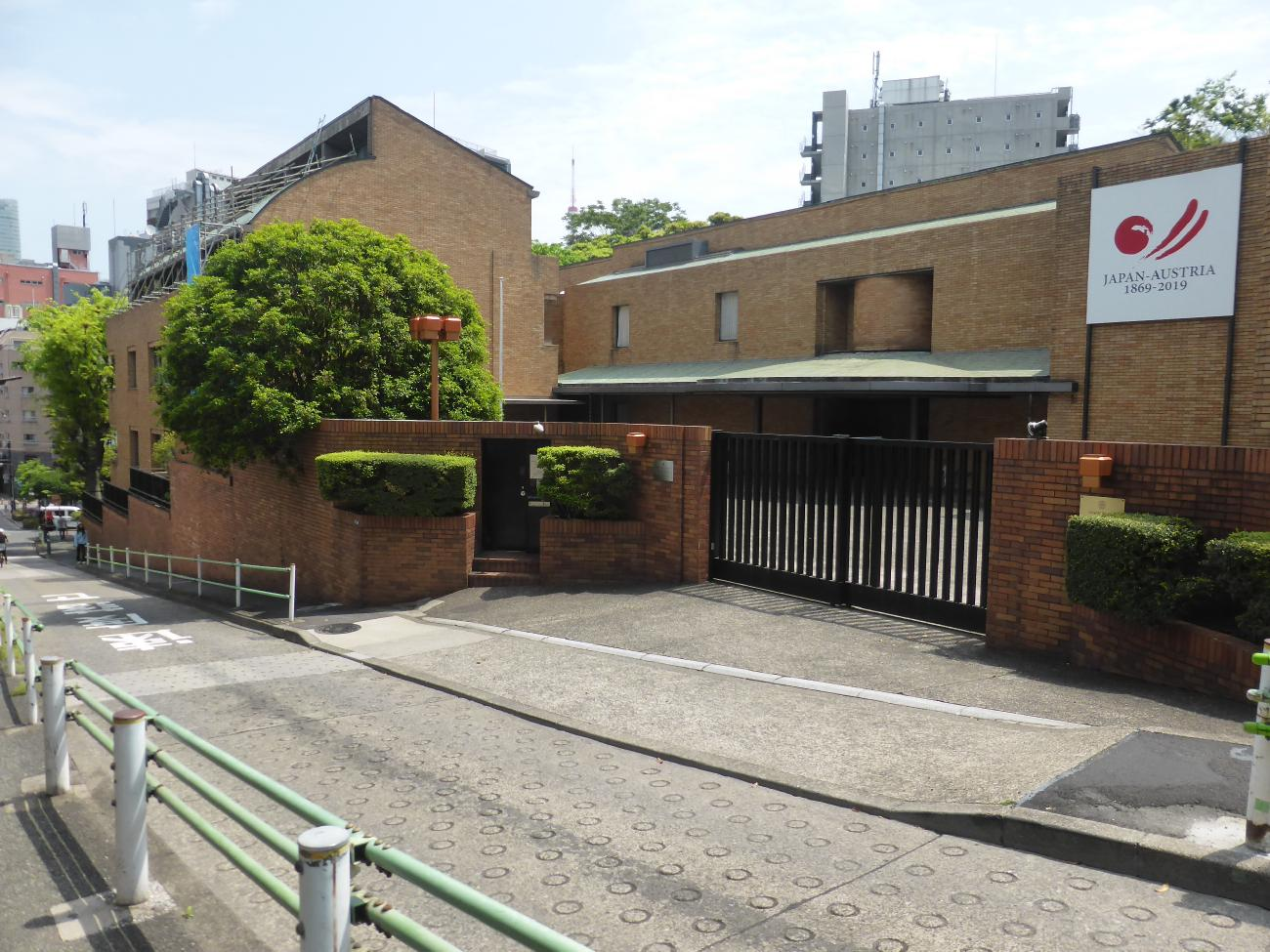
オーストリア大使館全景
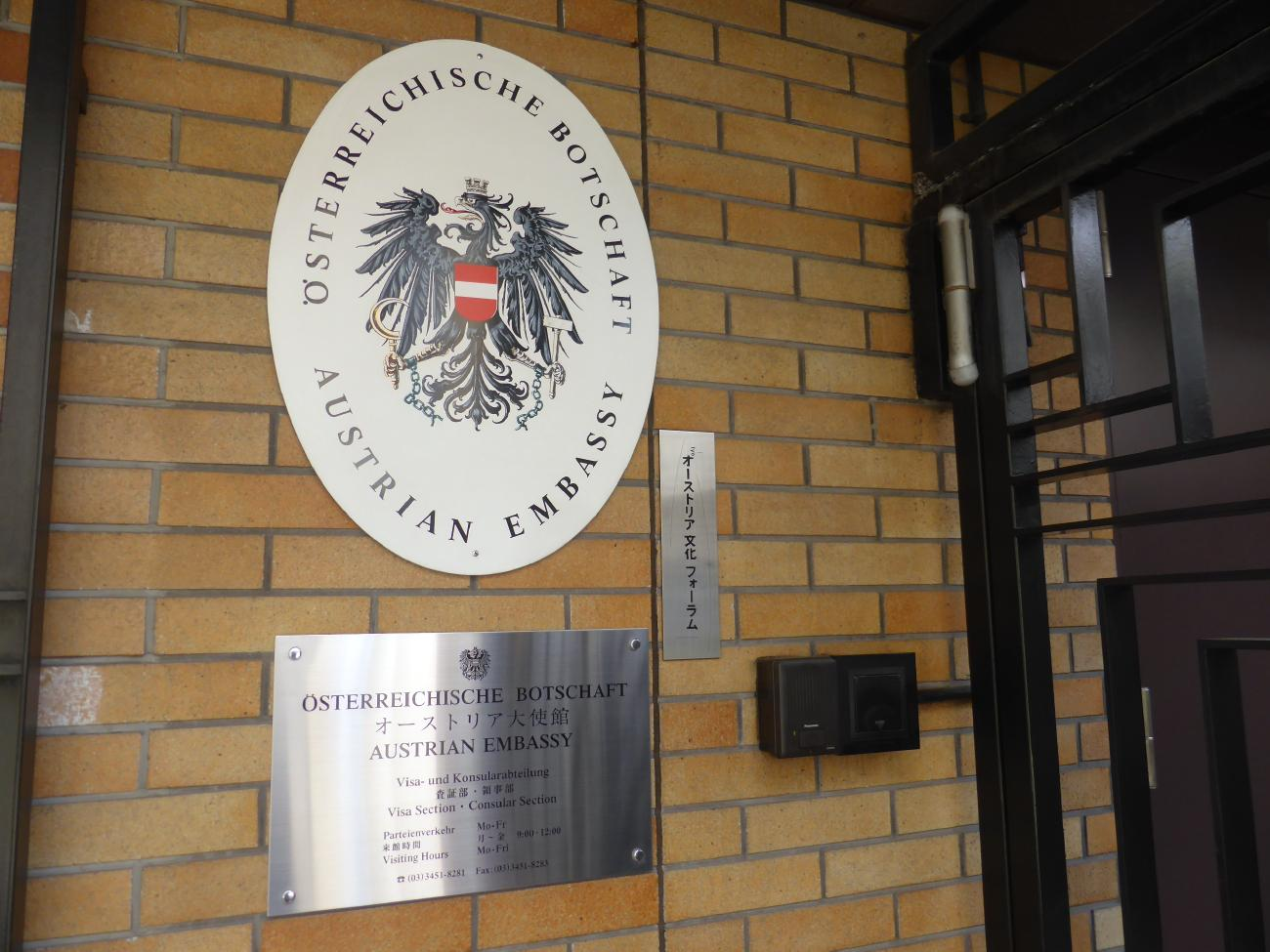
オーストリア国章
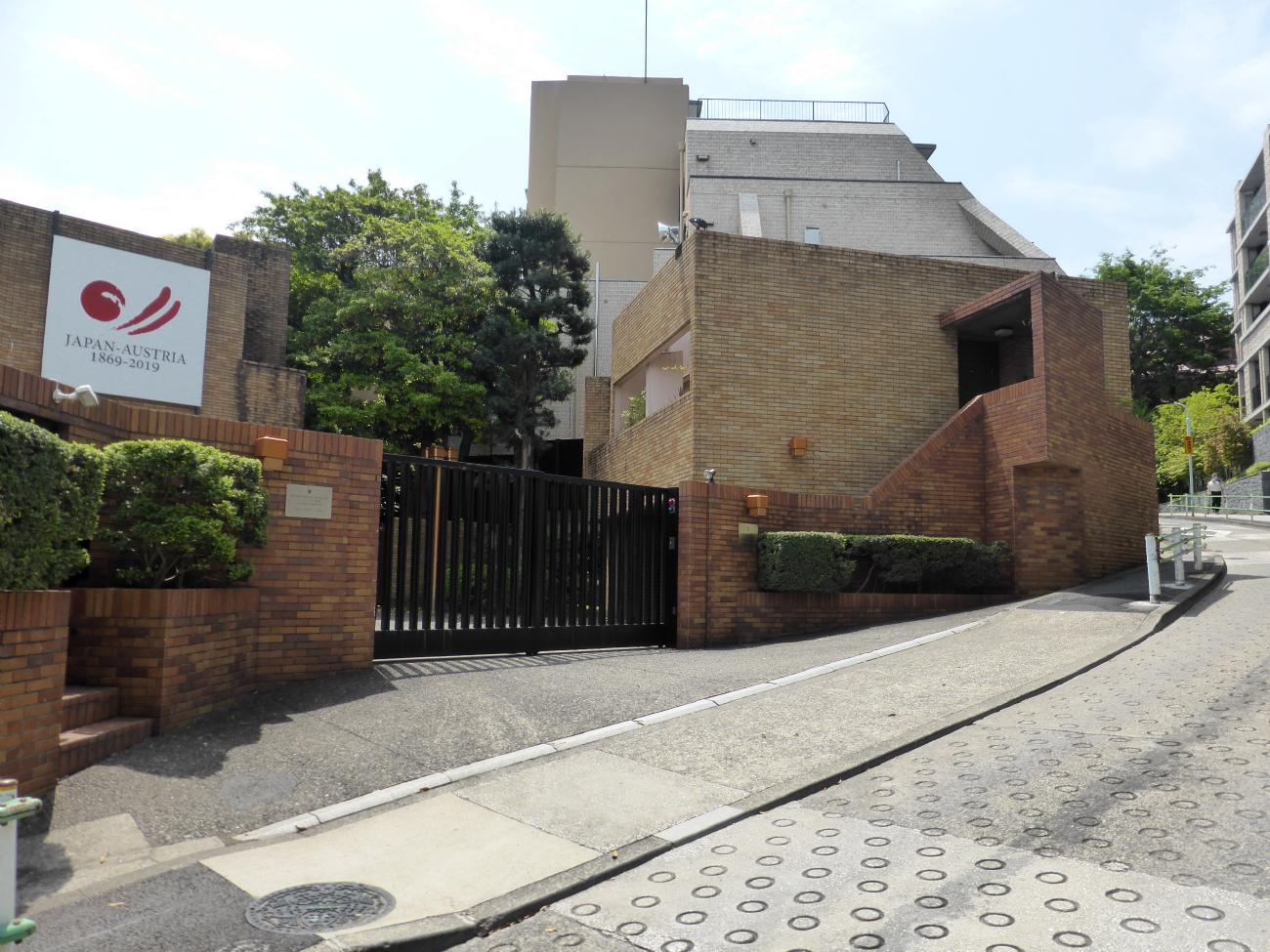
敷地内にあるオーストリア大使公邸
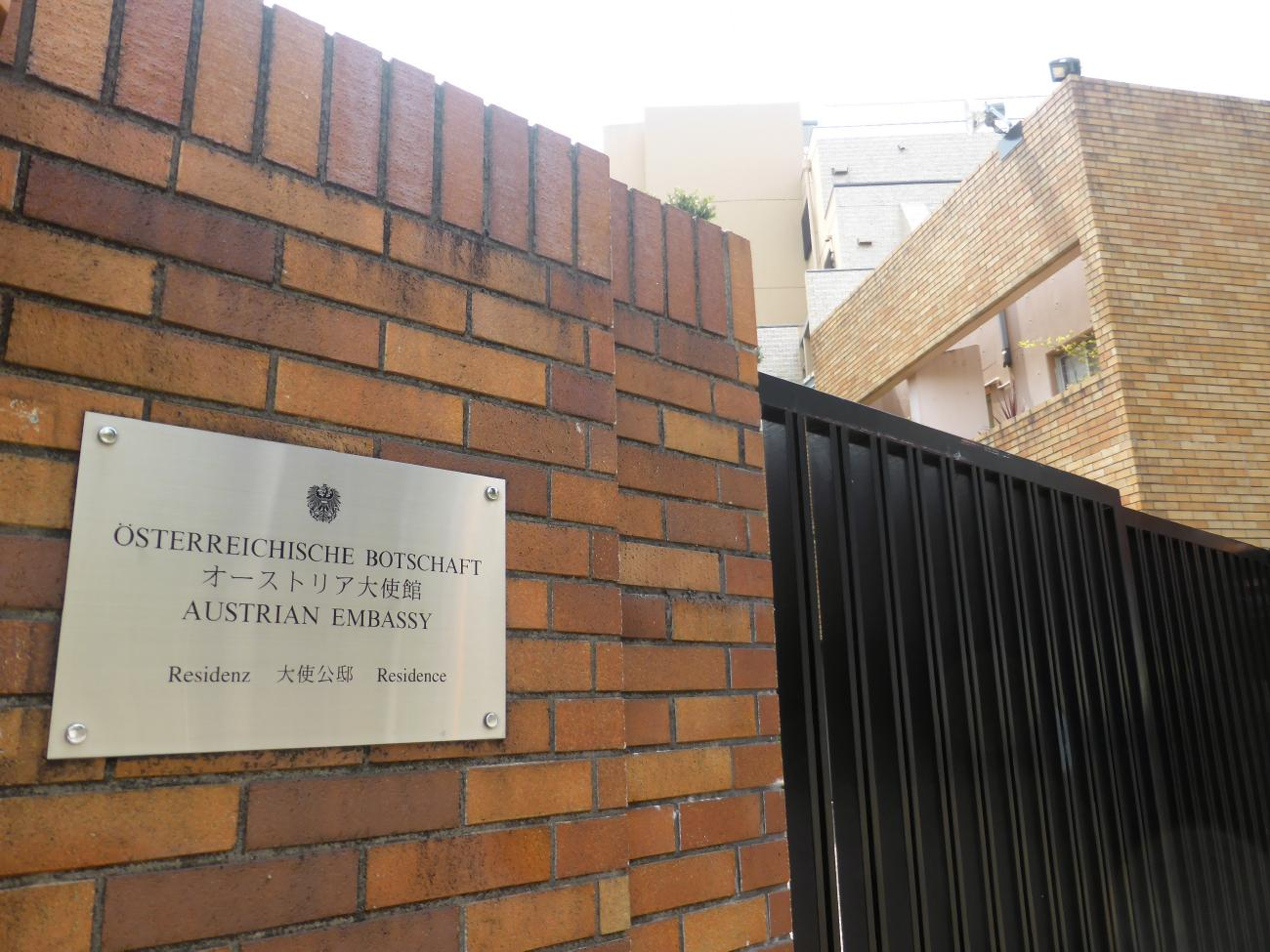
オーストリア大使公邸表札

### 駐日オーストリア大使
| 代                     | 氏名                                       | 在任期間               | 官職名       | 備考                               |
| ---------------------- | ------------------------------------------ | ---------------------- | ------------ | ---------------------------------- |
| 1                      | フランツ・ヘルムート・ライトナー           | 1955年                 | 特命全権公使 | 信任状捧呈は4月19日                |
|                        | ルドルフ・マイラート                       | 1955年 - 1958年        | 臨時代理公使 |                                    |
| ※1957/11/21 大使館昇格 |                                            |                        |              |                                    |
| 2                      | フランツ・ヘルムート・ライトナー           | 1958年 - 1960年        | 特命全権大使 | 信任状捧呈は2月5日                 |
|                        | ルドルフ・マイラート                       | 1958年                 | 臨時代理大使 |                                    |
|                        | レギナルド・トーマス                       | 1960年 - 1961年        | 臨時代理大使 |                                    |
| 3                      | フリードリッヒ・ハルトルマイル             | 1961年 - 1967年        | 特命全権大使 | 信任状捧呈は10月2日                |
|                        | クラウス・R・チーグラ                      | 1963年、1964年、1965年 | 臨時代理大使 |                                    |
| 4                      | オットー・アイゼルスベルグ                 | 1967年 - 1971年        | 特命全権大使 | 信任状捧呈は1月16日                |
| 5                      | レギナルド・トーマス                       | 1971年 - 1976年        | 特命全権大使 | 信任状捧呈は7月13日                |
| 6                      | フランツ・ヴァイディンガー                 | 1976年 - 1980年        | 特命全権大使 | 信任状捧呈は1月24日                |
| 7                      | クレメンス・ヴァイヒス・アン・デア・グロン | 1980年 - 1983年        | 特命全権大使 | 信任状捧呈は9月30日                |
| 8                      | ゲオルク・ヘニック                         | 1983年 - 1987年        | 特命全権大使 | 信任状捧呈は2月25日                |
| 9                      | ミヒャエル・フイッツ                       | 1987年 - 1990年        | 特命全権大使 | 信任状捧呈は3月10日                |
| 10                     | エーリッヒ・マクシミリアン・シュミット     | 1991年 - 1994年        | 特命全権大使 | 信任状捧呈は1月24日                |
| 11                     | マーティン・ヴコヴィッチ                   | 1995年 - 1999年        | 特命全権大使 | 信任状捧呈は1月25日                |
| 12                     | ハンス・ディートマール・シュヴァイスグート | 1999年 - 2003年        | 特命全権大使 | 信任状捧呈は12月22日               |
|                        | ヴォルフガング・アンガホルツァー           | 2003年                 | 臨時代理大使 |                                    |
| 13                     | ペーター・モーザー                         | 2003年 - 2006年        | 特命全権大使 | 信任状捧呈は12月19日               |
|                        | クリストフ・ヴェィディンガー               | 2007年                 | 臨時代理大使 |                                    |
| 14                     | ユッタ・シュテファン＝バシュトル           | 2007年 - 2011年        | 特命全権大使 | 信任状捧呈は8月20日 旭日大綬章受章 |
|                        | トーマス・ロイドル                         | 2011年 - 2012年        | 臨時代理大使 |                                    |
| 15                     | ベルンハルト・ツィンブルク                 | 2012年 - 2016年        | 特命全権大使 | 信任状捧呈は9月21日 旭日大綬章受章 |
|                        | ヘルベルト・ピッヒラー                     | 2016年 - 2016年        | 臨時代理大使 |                                    |
| 16                     | フーベルト・ハイッス                       | 2016年 - 2020年        | 特命全権大使 | 信任状捧呈は11月9日 旭日大綬章受章 |
|                        | グレーゴル・チェルス                       | 2020年 - 2020年        | 臨時代理大使 |                                    |
| 17                     | エリザベート・ベルタニョーリ               | 2020年 - 2024年        | 特命全権大使 | 信任状捧呈は9月30日 旭日大綬章受章 |
|                        | シュテファン・ハイスラー                   | 2024年                 | 臨時代理大使 |                                    |
|                        | ミヒャエル・レンディ                       | 2024年 -               | 臨時代理大使 |                                    |